# Гарадаглы (Агдашский район)
Гарадаглы или Карадаглы (азерб. Qaradağlı) — село в Агдашском районе Азербайджана.

## Этимология
Прежнее название — Карадаглы-Падар. Название происходит от рода Карадаглыляр.

## История
Село Карадаглы в 1913 году согласно административно-территориальному делению Елизаветпольской губернии относилось к Карадаглы-Падарскому сельскому обществу Арешского уезда.
В 1926 году согласно административно-территориальному делению Азербайджанской ССР село относилось к дайре Гаджи-Алилы Геокчайского уезда.
После реформы административного деления и упразднения уездов в 1929 году был образован Карадаглинский сельсовет в Агдашском районе Азербайджанской ССР.
Согласно административному делению 1961 и 1977 года село Карадаглы входило в Карадаглинский сельсовет Агдашского района Азербайджанской ССР.
В 1999 году в Азербайджане была проведена административная реформа и был учрежден Гарадаглинский муниципалитет Агдашского района.

## География
Карадаглы расположен на берегу канала Чаржиарх.
Село находится в 2 км от райцентра Агдаш и в 236 км от Баку. Ближайшая железнодорожная станция — Ляки.
Село находится на высоте 31 метр над уровнем моря.

## Население
| Численность населения | Численность населения | Численность населения | Численность населения |
| 1886                  | 1978                  | 1985                  | 2009                  |
| --------------------- | --------------------- | --------------------- | --------------------- |
| 1308                  | ↘896                  | ↘880                  | ↗1060                 |

В 1886 году в селе проживало 1308 человек, из них — 1180 азербайджанцев, 110 армян и 18 грузин, по вероисповеданию — 1026 мусульман-суннитов и 154 мусульманина-шиита, 18 православных, 110 приверженцев армяно-григорианской церкви.
В советское время население было занято хлеборобством, хлопководством, шелководством и животноводством.

## Климат
| Показатель                                             | Янв. | Фев. | Март | Апр. | Май  | Июнь | Июль | Авг. | Сен. | Окт. | Нояб. | Дек. | Год  |
| ------------------------------------------------------ | ---- | ---- | ---- | ---- | ---- | ---- | ---- | ---- | ---- | ---- | ----- | ---- | ---- |
| Средний суточный максимум, °C                          | 7,0  | 8,3  | 12,6 | 20,6 | 25,6 | 29,9 | 33,5 | 32,4 | 28,1 | 21,1 | 14,3  | 9,1  | 20,4 |
| Средняя температура, °C                                | 3,0  | 4,2  | 8,1  | 14,8 | 19,7 | 24,0 | 27,2 | 26,2 | 22,3 | 16,0 | 10,1  | 5,1  | 15,1 |
| Средний суточный минимум, °C                           | −0,9 | 0,2  | 3,7  | 9    | 13,8 | 18,1 | 21   | 20   | 16,5 | 10,9 | 6,0   | 1,2  | 10   |
| Норма осадков, мм                                      | 24   | 29   | 33   | 41   | 56   | 43   | 23   | 26   | 26   | 55   | 33    | 26   | 414  |
| Источник: https://en.climate-data.org/location/955015/ |      |      |      |      |      |      |      |      |      |      |       |      |      |

Среднегодовая температура воздуха в селе составляет +15,1 °C. В селе семиаридный климат.

## Инфраструктура
В советское время близ села располагались молочно-товарная и овце-товарная фермы, в селе находились восьмилетняя школа, клуб, библиотека, детский сад, медицинский пункт.
В селе расположены почтовое отделение и средняя школа.